# Northanger Abbey (film, 1986)
Northanger Abbey är en brittisk TV-film från 1986 i regi av Giles Foster. Filmen är baserad på Jane Austens roman med samma namn publicerad 1818.

## Handling
Catherine Morland älskar att läsa gotiska skräckromaner, vilket är högsta modet vid tiden. Hon blir bjuden till kurorten Bath av vänner. Där möter hon Henry Tilney och de förälskar sig i varandra. Hon blir bjuden av Henrys far till familjens gods; det gotiska klostret Northanger Abbey. Där aktiveras Catherines livliga fantasi.

## Rollista i urval
- Katharine Schlesinger - Catherine Morland
- Peter Firth - Henry Tilney
- Robert Hardy - General Tilney
- Googie Withers - Mrs. Allen
- Geoffrey Chater - Mr. Allen
- Cassie Stuart - Isabella Thorpe
- Jonathan Coy - John Thorpe
- Ingrid Lacey - Eleanor Tilney
- Greg Hicks - Frederick Tilney
- Philip Bird - James Morland
- Elvi Hale - Mrs. Thorpe
- Helen Fraser - Mrs. Morland
- David Rolfe - Mr. Morland
- Elaine Ives-Cameron - Marchioness
- Angela Curran - Alice
- Tricia Morrish - Miss Digby
- Oliver Hembrough - Edward Morland
- Anne-Marie Mullane - Thorpe Sisters
- Michelle Arthur - Thorpe Sisters
- Sarah-Jane Holm - Jenny